# 6. Panzer-Division (Wehrmacht)
Die 6. Panzer-Division war ein Großverband des Heeres der deutschen Wehrmacht im Zweiten Weltkrieg. Sie wurde am 18. Oktober 1939 in Wuppertal aus der 1. leichten Division gebildet.

## 1. leichte Division

### Aufstellung durch Umgliederung
Am 1. April 1938 wurde aus der am 12. Oktober 1937 gebildeten 1. leichten Brigade die 1. leichte Division als neuartiger Verband der Schnellen Truppe gebildet. Die Aufstellung erfolgte durch den Wehrkreis VI in Wuppertal. Dem Verband waren verschiedene rheinisch-westfälische Truppenteile zugeordnet worden.
Die Gliederung mit den für den Verband durchgeführten Neuaufstellungen war:
- Divisionsstab (Wuppertal)
- Kavallerie-Schützen-Regiment 4 (Wuppertal)
- Kradschützen-Bataillon 6 (Iserlohn)
- Aufklärungs-Regiment (mot.) 6 (Krefeld)
- Panzer-Abteilung (verl.) 65 (Sennelager/Iserlohn)
- Artillerie-Regiment (mot.) 76 (Wuppertal)
- Panzerabwehr-Abteilung 41 (Iserlohn)
- Pionier-Bataillon (mot.) 57 (Höxter)
- Nachrichten-Abteilung (mot.) 82 (Wuppertal)
- Nachschubtruppen Nr. 57

Die Divisionseinheiten wurden erstmals beim Herbstmanöver 1938 zusammengeführt. Für das Manöver wurde der Verband mit dem Panzer-Regiment 11 der Panzerbrigade 6 verstärkt. Die Erkenntnisse des Manövers führten zur Aufstellung des Stabes 6. Schützenbrigade, einer negativen Beurteilung der Verlastung der Panzerkampfwagen und der Erkenntnis, dass der Verband zu wenige eigene Panzer führte. Später, im Frühjahr 1939, wurden dann die leichten Panzer (Pz.Kpfw. I und II) der leichten Panzerkompanien der Division gegen Panzerkampfwagen 35 (t) ausgetauscht.
Per 1. April 1939 wurde das zwischenzeitlich umbenannte VI. Bataillon des Kavallerie-Schützenregiment 4, nun als Kradschützen-Bataillon 6 aus Iserlohn in der Division geführt.

### Polenfeldzug
Am Angriffskrieg gegen Polen nahm die Division als Teil des XIV. (14.) Armee-Korps der 10. Armee bei der Heeresgruppe Süd teil. Aus dem Aufstellungsraum Kreuzberg in Schlesien stieß der Verband über die Stadt Wielun in Richtung des Fluss Warthe vor. Eine Verteidigungslinie der polnischen Armee an der Warthe, die Warta-Stellung, wurde durchbrochen und die Division stieß ostwärts in Richtung Radomsko vor. Zurückweichenden polnischen Kräften folgte die Division leicht nordostwärts in den Raum Deblin. Diese Stadt liegt schon etwa 100 km südöstlich von Warschau auf dem rechten Ufer der Weichsel.
In der nächsten Phase des Feldzugs wurde die Division dem XVI. (16.) Armee-Korps (mot.) unterstellt und in den Raum nordwestlich von Warschau verlegt. Hierzu musste der Verband deutlich mehr als 100 km zurücklegen. Als Sperrverband zwischen der etwa 40 km nordwestlich vom Zentrum Warschaus gelegenen Festung Modlin wurde die Division Teil des Einschließungsrings um die polnische Hauptstadt.
Schon Ende September begann die Rückverlegung in die Heimatgarnisonen.

## Geschichte

### Aufstellung durch Umgliederung
Die Aufstellung der 6. Panzer-Division erfolgte am 18. Oktober 1939 durch Umgliederung und Umbenennung der 1. leichten Division.
Die Gliederung mit den für den Verband durchgeführten Neuaufstellungen war:
- Divisionsstab (Wuppertal)
- Panzer-Regiment 11 (Paderborn) (aus )
- Panzer-Abteilung 65 (Iserlohn) (aus )
- Schützen-Brigade 6 (Wuppertal)
  - Kavallerie-Schützen-Regiment 4 (Wuppertal) (aus )
  - Kradschützen-Bataillon 6 (Iserlohn) (aus )
- Artillerie-Regiment (mot.) 76 (Wuppertal) (aus )
  - schwere Artillerie-Abteilung (mot.) 605 () (aus )
- Aufklärungs-Abteilung (mot.) 6 (Krefeld) (aus )
- Panzer-Abwehr-Abteilung 41 (Iserlohn) (aus )
- Nachrichten-Abteilung (mot.) 82 (Wuppertal) (aus )
- Pionier-Bataillon 57 (Höxter) (aus )
- leichte Flak-Abteilung (mot.) 76 () (aus )
- Sonstige Versorgungstruppen mit der Nr. 57

### Westfeldzug
Sie nahm am Westfeldzug im Juni 1940 als Teil des XXXXI. Panzerkorps teil und wurde in Belgien von den Ardennen bis Flandern eingesetzt. Von Juli bis August 1940 war die Division beim Befehlshaber der Ersatztruppen des entsprechenden Wehrkreises in der Heimat.
Im September 1940 wurde sie nach Ostpreußen zur 18. Armee verlegt.

### Unternehmen Barbarossa
Sie nahm im Bereich der Heeresgruppe Nord am Angriff auf die Sowjetunion teil. Am 22. Juni 1941 überschritt sie als Teil der Panzergruppe 4 und im Verband des XXXXI. Armeekorps (mot.) die Memel im Raum westlich von Tilsit. Zusammen mit der 1. Panzerdivision und der 36. mot. Division wurde ein sowjetischer Gegenangriff durch das 3. und 12. mechanische Korps im Raum Raseiniai bis zum 26. Juni abgewehrt. Über Schaulen erreichte sie die Düna bei Friedrichstadt und erzwang einen Vorstoß auf Pleskau. Nach dem Durchbruch durch die sowjetische Luga-Stellung wurde im September 1941 der Angriff auf Leningrad eröffnet.
Für das Unternehmen Taifun wurde die Division der Heeresgruppe Mitte zugeteilt und Anfang Oktober unter dem XXXXI. Armeekorps (General Harpe) der Angriff in Richtung auf Moskau eröffnet. Beim Vorstoß auf Klin im Dezember 1941, in der Schlacht um Moskau und bei der Abwehr sowjetischer Gegenoffensive erlitt die Division hohe Verluste.

### Frankreich Neuaufstellung 1942
Die abgekämpfte Division musste von März bis November 1942 in Frankreich neu aufgestellt werden. Hierbei erhielt sie eine gründliche Neuausbildung und eine vollständig neue Ausrüstung.

### Ostfront 1943
Im Dezember 1942 traf die Division mit 21 Panzern II, 105 Panzern III, 24 Panzern IV, 9 Pz.-Befehlswagen, 42 Sturmgeschützen III und 4.200 Kraftfahrzeugen sowie voll aufgefülltem Personal bei Kotelnikowo südlich des Don ein. Sie wurde zur Heeresgruppe Don verlegt, um am Unternehmen Wintergewitter teilzunehmen, dem Entsatzangriff auf die bei Stalingrad eingeschlossene 6. Armee. Nach Anfangserfolgen musste sie aber wegen der sowjetischen Offensive auf die italienische 8. Armee am mittleren Don dorthin verlegt werden, was das Ende der Angriffe Richtung Stalingrad mit sich brachte. Die Division kämpfte weiter in der Heeresgruppe Don (später wieder Heeresgruppe Süd).

### Unternehmen Zitadelle
Im Juli 1943 nahm die Division an der Schlacht um Kursk teil. Nach deren Scheitern zog sie sich, an vielen Schlachten teilnehmend, bis nach Galizien zurück.

### Auffrischung 1944
Im April 1944 wurde sie ins Reich verlegt und bis Juli 1944 in Munsterlager nochmals aufgefrischt.
Am 13. Juli verließ ein Transport mit 10 neuen Jagdpanzern IV für die Panzerjäger-Abteilung 41 der Division das Heereszeugamt. Weitere 11 Fahrzeuge die für eine vollständige Ausrüstung fehlten folgten am 9. August.

### Heeresgruppe Mitte
Ab August 1944 kämpfte sie bei der Heeresgruppe Mitte an der Narew-Front. Ende Dezember 1944 wurde die Division dann – trotz der direkt drohenden Sowjetoffensive auf Ost- und Westpreußen – nach Ungarn verlegt, wo sie bis Kriegsende (zuletzt in Österreich und Mähren) eingesetzt war. Anfang April 1945 versuchten die Kampfgruppen der Division vergeblich den Durchbruch des sowjetischen 23. Panzerkorps, unterstellt der 46. Armee an der Reichschutzstellung zwischen Höflein und Rohrau aufzuhalten.

### Kapitulation
Im Mai 1945 kapitulierte die Division bei Brünn vor der Roten Armee.

## Kommandeure
Folgende Kommandeure waren eingesetzt:
- Generalmajor/Generalleutnant Erich Hoepner – von der Aufstellung bis 1. August 1938
- Generalmajor Friedrich-Wilhelm von Loeper – 1. August 1938 bis 10. Oktober 1939
- Generalmajor/Generalleutnant Werner Kempf – 10. Oktober 1939 bis 6. Januar 1941
- Generalmajor Franz Landgraf – 6. Januar 1941 bis 22. November 1941 (erkrankt)
- Generalmajor Erhard Raus – 22. November 1941 bis 15. April 1942 (mit der Führung beauftragt)
- Generalmajor/Generalleutnant Erhard Raus – 15. April 1942 bis 6. Februar 1943
- Oberst/Generalmajor Walther von Hünersdorff – 7. Februar bis 17. Juli 1943 (nach schwerer Verwundung im Lazarett gestorben)
- Oberst Wilhelm Crisolli – 25. Juli bis 22. August 1943 (mit der Führung beauftragt)
- Oberst/Generalmajor Rudolf Freiherr von Waldenfels – 22. August 1943 bis 12. März 1944
- Oberst Walter Denkert – 13. bis 28. März 1944 (als stellvertretender Kommandeur mit der Führung beauftragt)
- Generalmajor Rudolf Freiherr von Waldenfels – 29. März 1944 bis Juli 1944
- Oberst Max Sperling: Juli 1944
- Generalmajor Rudolf Freiherr von Waldenfels – Juli 1944 bis 23. November 1944
- Oberst Friedrich-Wilhelm Jürgens – 23. November 1944 bis 18. Januar 1945 (in Vertretung)
- Generalleutnant Rudolf Freiherr von Waldenfels – 20. Januar bis 8. Mai 1945 (Kapitulation)

## Vergleichende Gliederung
| April 1940 Westfeldzug                                                | 1943 Ostfront                                               |
| --------------------------------------------------------------------- | ----------------------------------------------------------- |
| - Panzer-Regiment 11 - Panzer-Abteilung 65 (bis Juni 1942)            | - Panzer-Regiment 11                                        |
| - Schützen-Brigade 6 - Schützen-Regiment 4 - Kradschützen-Bataillon 6 | - Panzergrenadier-Regiment 4 - Panzergrenadier-Regiment 114 |
| - Artillerie-Regiment 76                                              | - Panzer-Artillerie-Regiment 76                             |
|                                                                       | - Heeres-Flak-Artillerie-Abteilung 298                      |
| - Aufklärungs-Abteilung 57                                            | - Panzer-Aufklärungs-Abteilung 6                            |
| - Panzerjäger-Abteilung 41                                            | - Panzerjäger-Abteilung 41                                  |
| - Pionier-Bataillon 57                                                | - Panzer-Pionier-Bataillon 57                               |
| - Nachrichten-Abteilung 82                                            | - Panzer-Nachrichten-Abteilung 82                           |
| - Versorgungstruppen 57                                               | - Panzer-Versorgungstruppen 57                              |

## Bekannte Divisionsangehörige
- Wolfgang Keilig (1915–1984), war von 1963 bis 1969, als Brigadegeneral des Heeres der Bundeswehr im Führungsstab der Bundeswehr und Militärschriftsteller
- Horst Scheibert (1918–2010), war ein Autor
- Claus Schenk Graf von Stauffenberg (1907–1944), Attentäter des 20. Juli 1944 beim Aufstand deutscher Offiziere gegen Adolf Hitler